# 장성 분기점
장성 분기점(長城分岐點, Jangseong Junction, 장성JC)은 대한민국 전라남도 장성군 장성읍에 설치된 호남고속도로와 고창담양고속도로가 만나는 분기점이다.

## 연혁
- 1998년 6월 10일: 분기점 신설을 위해 장성군 도시계획시설 교통광장에 장성 분기점을 고시[1]
- 2002년 7월 31일: 2005년 12월까지 분기점 형식 변경 등을 위해 고창담양고속도로 전라남도 장성군 장성읍 야은리 ~ 담양군 대덕면 운암리 25.3km 구간과 호남고속도로 전라남도 장성군 장성읍 백계리 ~ 수산리 3.17km 구간 도로구역 변경[2]
- 2006년 12월 7일: 고창담양고속도로 장성 ~ 담양 구간 개통과 함께 통행 개시[3]

## 접속하는 노선

### 순천・논산방면
- 호남고속도로 (17번)

### 고창・담양방면
- 고창담양고속도로 (4번)